# Talawana Track
Der Talawana Track ist eine unbefestigte Outbackpiste im Zentrum des australischen Bundesstaates Western Australia. Er verbindet die Marble Bar Road nördlich von Newman mit dem Gary Highway bei Windy Corner.

## Verlauf
52 km nordwestlich von Newman zweigt der Talawana Track in Richtung Osten von der Marble Bar Road (S138) ab und führt nun auf der gesamten Strecke durch die Kleine Sandwüste. Nach etwa 250 km passiert man den Rudall-River-Nationalpark, eine Abzweigung (Rudall River Road) führt in den Park und weiter nach Telfer Mine Richtung Norden. Die Canning Stock Route erreicht man nach weiteren 100 km auf dem Talawana Track beim Lake Disappointment. Die beiden Straßen laufen nun für etwa 40 km parallel, bevor die Canning Stock Route in Richtung Nordosten nach Kurlawarritji abzweigt. In Windy Corner am Gary Highway endet der Talawana Track nach weiteren 200 km.

## Geschichte
Wie viele andere Outback Tracks wurde auch der Talawana Track 1962 von Len Beadell zusammen mit seiner Gunbarrel Construction Party gebaut.

## Straßenzustand
Der Straßenzustand ist sehr unterschiedlich, einige Abschnitte sind durchgehend fest und gut zu befahren, andere hingegen durch lockeren Sand oder auch steinige Abschnitte gekennzeichnet. Typisch sind auch hier die Waschbrettpiste. Um die Piste zu befahren, benötigt man ein Allradfahrzeug.